# 나보나 레코즈
나보나 레코즈(Navona Records)는 2008년 창립된 파마(파마) 레코드회사가 소유하고 있는 독립적인 음반 회사로서, 뉴햄프셔주의 해안지역을 기반으로 하고 있다. 나보나 레코즈의 자매회사로는 라벨로(Ravello), 빅라운드(Big Round), 엠엠씨(MMC), 그리고 캡스톤 레코즈(Capstone Records)가 있다. 나보나 레코즈의 카탈로그는 새로운 음악과 현존하는 작곡가들에 중심을 둔 오케스트라음악, 실내악, 합창 음악 등에 초점을 맞춘다.

## 아티스트 & 발매
나보나 레코즈에는 그래미상 수상자 리처드 스톨츠만(Richard Stoltzman), 퓰리처상을 수상한 작곡가 루이스 스프라틀란(Lewis Spratlan), 뉴욕 필하모닉 콘서트마서트 글렌 딕터로우(Glenn Dicterow), 에미상 수상자 지휘자 제라드 슈왈즈(Gerard Schwarz) 등의 아티스트들이 있다.
나보나 레코즈의 음반은 그래머폰(Gramophone), 올뮤직 가이드(Allmusic Guide), 시카고 트리뷴(Chicago Tribune) 등과 같은 음악 리뷰 매체에서도 좋은 평가를 받고 있다.
2012년 1월, 나보나 레코즈는 메써드 뮤직(Method Music)이라는 음반을 출시할 예정인데, 이 음반은 로렌스 볼(Lawrence Ball)의 전자 음악을 수록하고 있는 동시에 피트 타운센드(Pete Townshend)와 밥 로드(Bob Lord)가 제작한 더블 앨범이다. 이 앨범은 타운센드의 라이프하우스 프로젝트의 일환이며, 라이프하우스 기법을 사용하여 만들어졌다.